# Joseph Wittig
Pour les articles homonymes, voir Wittig.
Joseph Wittig (né le 22 janvier 1879 à Neusorge (de) arrondissement de Neurode, mort le 22 août 1949 à Göhrde) est un théologien et écrivain allemand.

## Biographie
Les parents de Joseph Wittig sont Eduard Wittig, charpentier, et Johanna Strangfeld. Il a l'Abitur en 1899.
Joseph Wittig étudie la théologie catholique à l'université de Breslau et obtient son doctorat en théologie en 1903. La même année, il est ordonné prêtre dans l'église Sainte-Croix de Breslau (de) par l'évêque Georg von Kopp. Il est alors aumônier à Lauban.
Grâce à une bourse de voyage de l'Institut archéologique allemand, il étudie l'archéologie paléochrétienne à Rome en 1904-1905. Il y rencontre Franz Joseph Dölger, avec qui il fait un court voyage d'études en Afrique du Nord. Après son retour en Silésie, il est d'abord aumônier à Patschkau, puis à Breslau dans l'église Sainte-Marie-sur-le-Sable. En 1909, il est habilité par la faculté de théologie catholique de l'université de Breslau pour l'histoire du christianisme. Il est privatdozent et remplace son professeur malade Max Sdralek (de). Pendant ce temps, il est aussi vice-président de la Kolpingwerk (de).
En 1911, il est nommé professeur agrégé d'histoire du christianisme et d'archéologie paléochrétienne, et en 1915, professeur titulaire d'histoire du christianisme, de patrologie et d'art chrétien à l'université de Breslau, où il occupe également le poste de doyen au cours de l'année universitaire 1917-1918.
Les difficultés avec l'Église commencent avec l'essai Die Erlösten (Les Rachetés), paru dans la revue Hochland (de) en 1922. Dans l'article, Wittig oppose la théologie, dont les déclarations sur la Rédemption sont souvent difficiles à comprendre, sous forme narrative avec les peurs et les souhaits de rédemption des simples chrétiens portés par les expériences quotidiennes. Par exemple, il critique la confession catholique et appelle à « plus de félicité, plus de joie en Dieu ». On l'accuse d'être proche du luthérianisme. La même année, l'archevêque de Breslau, le cardinal Adolf Bertram, le retire de la direction de la congrégation mariale, on lui conseille de renoncer à la fonction de prédicateur universitaire. En 1925, plusieurs de ses écrits savants, dans lesquels il préconise le Reformkatholizismus, sont mises à l’Index librorum prohibitorum le 22 juillet 1925. Ces différends entraînent un congé de l'université et enfin en 1926 l'excommunication. Comme des recherches plus tard le montrent, la force motrice derrière la condamnation de Wittig n'est pas le cardinal Bertram, mais le nonce Eugenio Pacelli avec son conseiller théologique Augustin Bea.
Joseph Wittig revient déçu dans son village natal de Neusorge et y vit en tant que précepteur et écrivain régionaliste. En 1926, il commence à construire sa propre maison sur la propriété de ses parents. En 1927, il épouse Bianca Geisler, fille du maire de Habelschwerdt, et fonde une famille avec trois enfants.
En plus de travailler sur des sujets théologiques, il écrit de nombreuses histoires folkloriques et travaille pour des magazines et des stations de radio. Avec le philosophe des religions et juif Martin Buber et avec Viktor von Weizsäcker, il publie le magazine Die Kreatur.
En 1946, l'excommunication est levée. Peu de temps après, il est expulsé du territoire devenu polonais. Joseph Wittig meurt à Göhrde le 22 août 1949 d'une crise cardiaque peu de temps avant de déménager dans le Sauerland, il est enterré à Meschede. Dans son ancienne maison de Neusorge, se trouve aujourd'hui un musée.